# Nitrony
Nitrony – grupa organicznych związków chemicznych zwanych też N-tlenkami imin. Charakterystyczną ich grupą funkcyjną jest układ:
RaRbC=NRc+O-,
gdzie R - dowolna organiczna grupa funkcyjna (najczęściej alkilowa lub arylowa, ale czasem również np. alkoksylowa). Niektóre nitrony (zwłaszcza monopodstawione) są nietrwałe - są one otrzymywane bezpośrednio przed użyciem. Niepodstawiony N-tlenek formyloiminy w ogóle nie jest znany.

## Synteza
Istnieje kilka metod syntezy nitronów. Najbardziej uniwersalna polega na kondensacji aldehydów z hydroksyloaminami. Przykładem może być reakcja benzaldehydu z N-fenylohydroksyloaminą:
W syntezie nitronów (zwłaszcza tripodstawionych) użyteczna jest metoda opierająca się na reakcji diazoalkanów z nitrozozwiązkami. Przykładem może być synteza C,C,N-trifenylonitronu z difenylodiazometanu i nitrozobenzenu:

## Właściwości chemiczne
Nitrony w obecności śladowych nawet ilości wody łatwo hydrolizują do hydroksyloamin i odpowiednich związków karbonylowych. Przykładem może być reakcja rozkładu (Z)-C-fenylo-N-metylonitronu:
Rozkład nitronów następuje także w konsekwencji naświetlania promieniami UV. W pierwszym etapie następuje cyklizacja do odpowiednich oksazirydyn, które łatwo rozpadają się na małocząsteczkowe, acykliczne połączenia. Tworzenie układu azirydynowego jako pierwszego stadium fotolizy zostało udowodnione m.in. w przypadku (Z)-C,N-difenylonitronu:
Nitrony znajdują szerokie zastosowanie w syntezie organicznej. Szczególną rolę odgrywają tutaj reakcje cykloaddycji z olefinami, pozwalające na uzyskiwanie interesujących połączeń heterocyklicznych. Przykładem może być [2+3] cykloaddycja (Z)-C,N-difenylonitronu ze styrenem: